# Santa Maria delle Grazie (Milazzo)

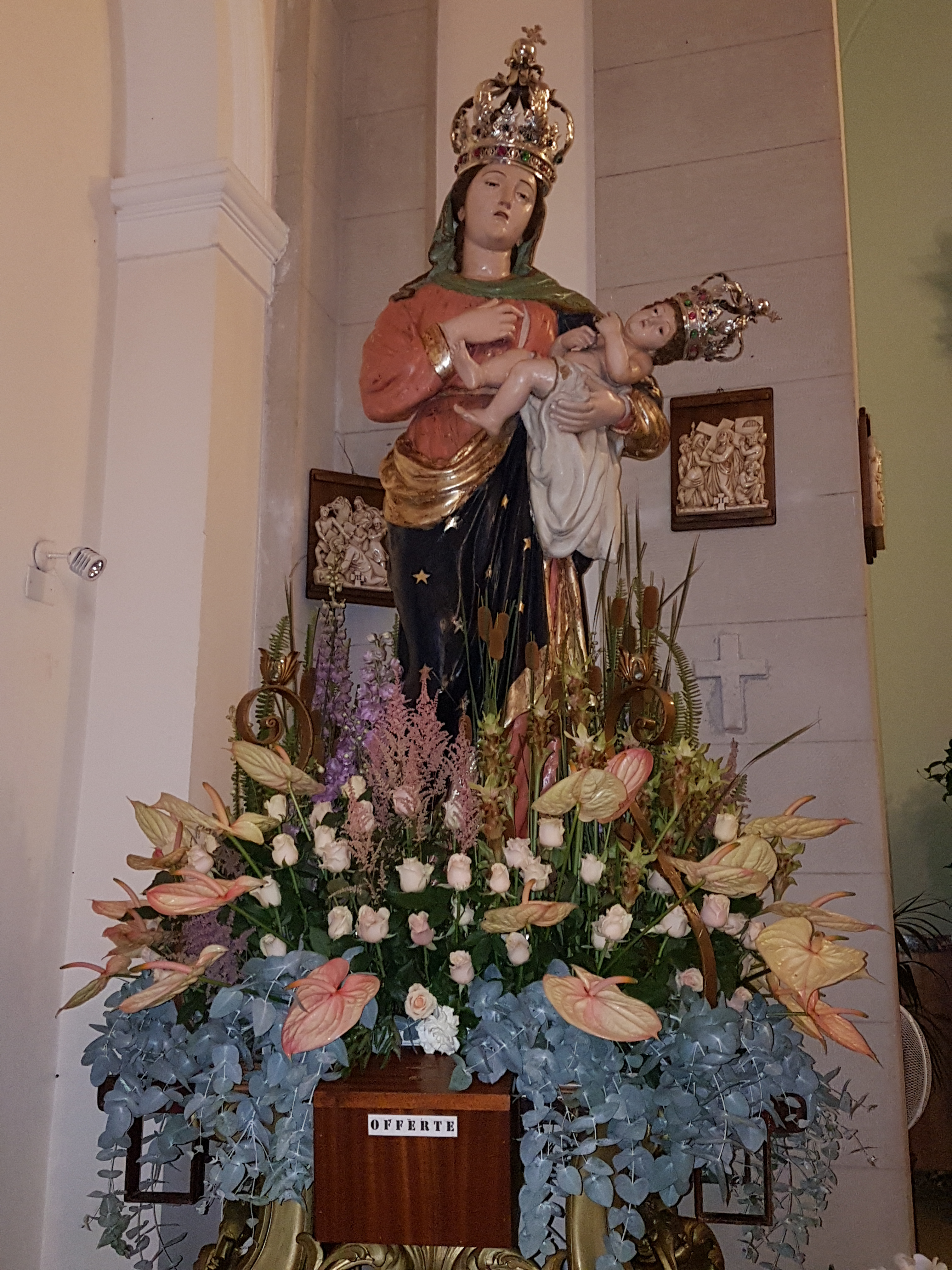
Statua di Santa Maria delle Grazie, venerata nell'omonima parrocchia in Milazzo

Santa Maria delle Grazie (o anche Villaggio Grazia o semplicemente Grazia) è una località italiana frazione del comune di Milazzo, nella città metropolitana di Messina.
La frazione conta circa 2.500 abitanti. Il nome "Villaggio Grazia" o "Grazia" è dovuto alla presenza della chiesa parrocchiale di Santa Maria delle Grazie edificata il 13 agosto del 1935. La morfologia del terreno è pianeggiante, in quanto la località sorge nel mezzo della Piana di Milazzo. La vegetazione tipica della zona è costituita da uliveti e agrumeti.

## Geografia fisica
La frazione di Santa Maria Delle Grazie, sorgendo nel mezzo della Piana di Milazzo, non presenta confini naturali. A sud della contrada sorge Olivarella, a nord Parco Nuovo e Parco Vecchio, a ovest San Pietro, a est Masseria e a nord-ovest confina con Ciantro.
Essa possiede una vasta estensione territoriale che un tempo era divisa in sette contrade: Parco, Religione, Bozzello, Brigandì, Olivarella, Faraone e Masseria.

## Storia
Viene fatto risalire alla fine del Quattrocento il primo agglomerato urbano, nel quale si radicò ben presto il culto per la Madonna. Esso veniva inizialmente praticato nei ruderi di un vecchio edificio romano del tardo periodo imperiale.
Nel 1506, in seguito ad un'apparizione della Madonna, fu eretta la prima chiesetta dedicata alla Vergine con l'appellativo di Madonna delle Grazie. Il piccolo tempio fu poi ampliato nel 1595. 

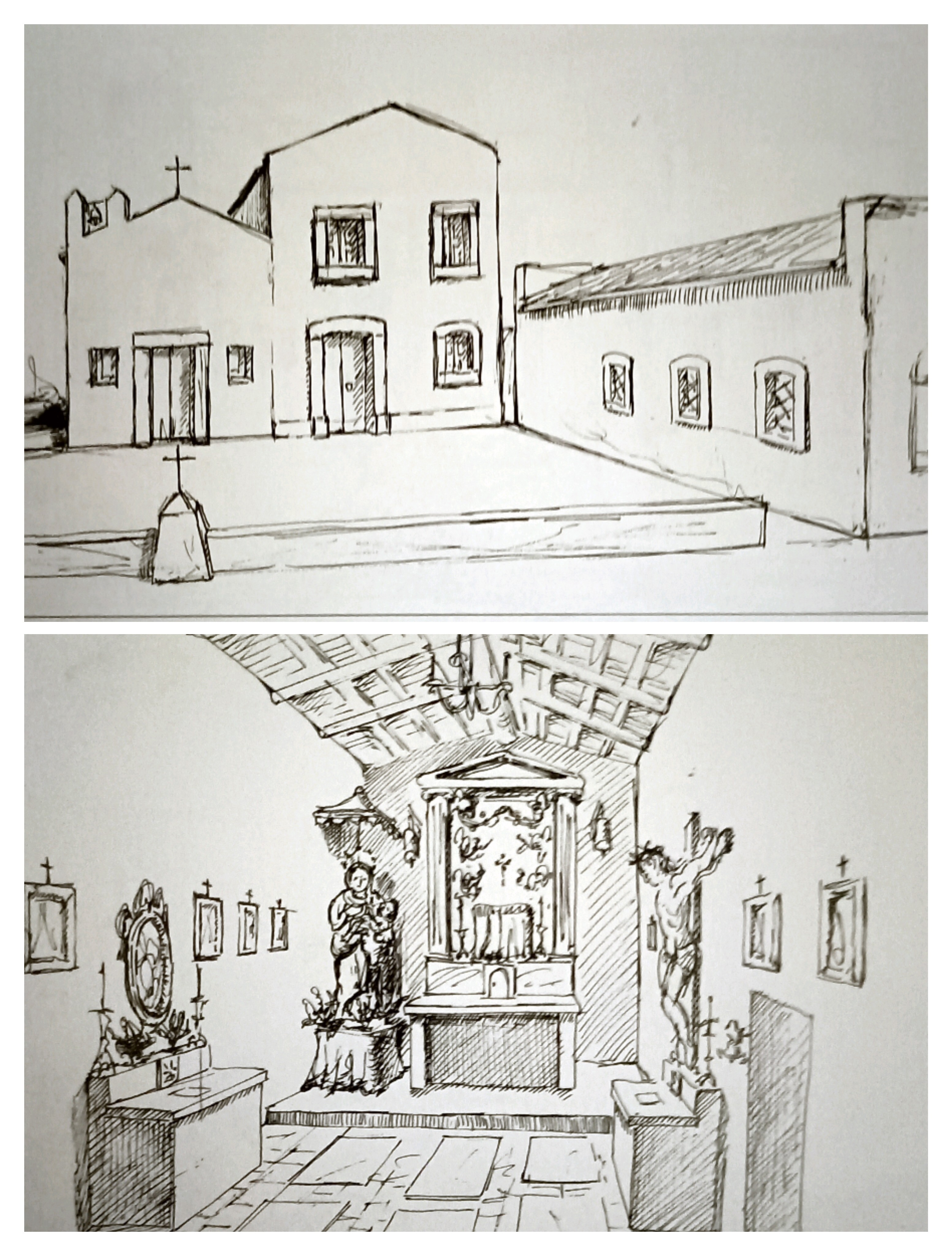
Ricostruzione dell'antica chiesetta di Santa Maria della Grazie, opere di Daniele Alleruzzo.

Dal 1631, su incarico dell'arciprete-parroco di Milazzo, un cappellano non residente fu inviato ad officiare con regolarità il culto. La data scelta come festività della Madonna delle Grazie fu il 2 luglio. L'antica chiesa subì gravi danni durante l'assedio spagnolo di Milazzo del 1718 e 1719. Il 13 agosto 1935 fu inaugurata la nuova chiesa, di stile neoclassico. Il 20 giugno del 1944 la comunità fu elevata a parrocchia.

## Società

### Tradizioni e folclore
Ogni anno, il 2 luglio, hanno luogo i festeggiamenti in onore della Madonna delle Grazie, il cui simulacro viene portato in processione per le vie della parrocchia. Da diversi anni, proprio in occasione della festa patronale, ha luogo la Sagra del dolce casereccio, che nel 2019 è giunta alla XXIII edizione.
Il 6 gennaio, in occasione della Solennità dell'Epifania, è tradizione ormai consolidata far sfilare un corteo di personaggi in costumi d'epoca (raffiguranti i personaggi del presepe) per le vie della frazione.
Ogni seconda domenica di agosto hanno luogo i festeggiamenti della Madonna del Boschetto, la cui chiesa sorge in contrada Parco Nuovo.

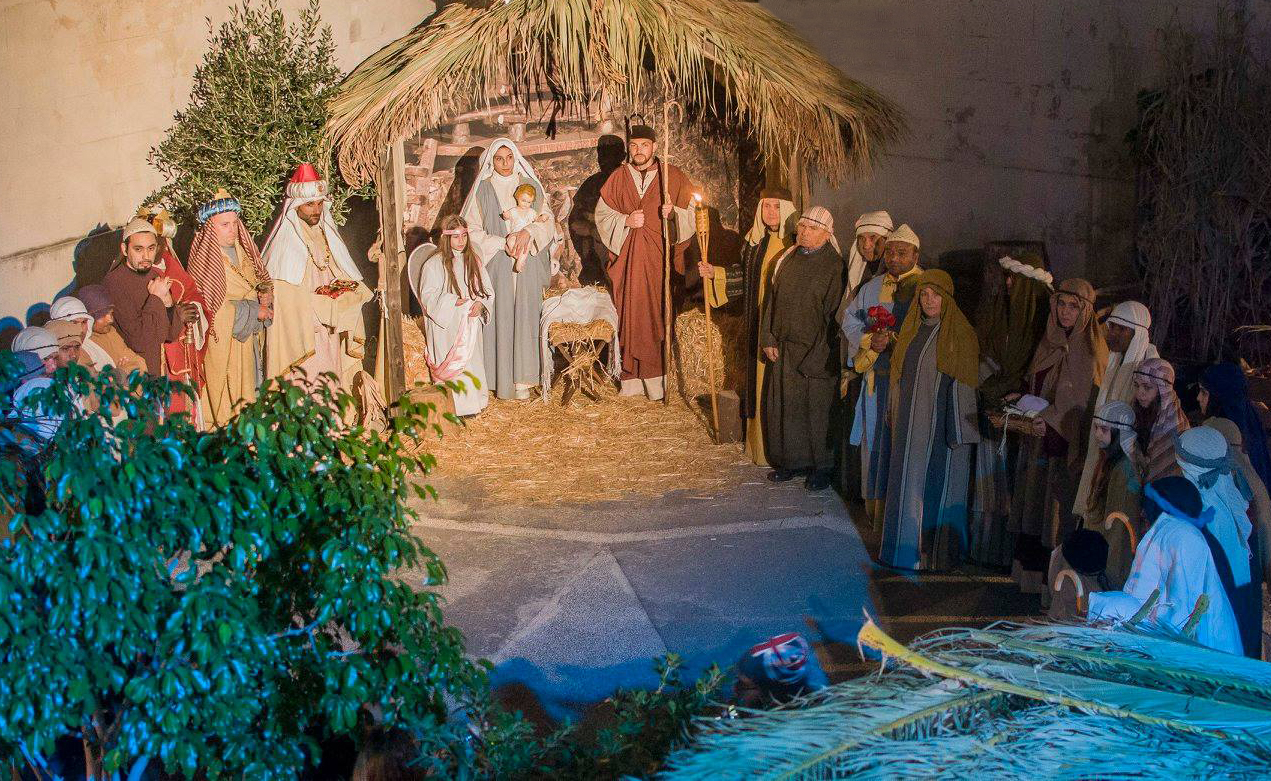
Presepe vivente con personaggi in costume d'epoca

## Cultura

### Enti culturali
È presente sul territorio l'Associazione Domus Mariae, che ha per scopo la divulgazione culturale, artistica, ricreativa e religiosa. Costituita il 28 febbraio 2000, da diversi anni porta avanti progetti di teatro, sagre e mostre.
È inoltre presente il gruppo scout Agesci Milazzo 3, che svolge attività sul territorio.

## Monumenti e Luoghi d'interesse
- Chiesa Parrocchiale Santa Maria Delle Grazie
- Chiesa Madonna del Boschetto
- Presidio Ospedaliero G. Fogliani
- Tirreno Sat (Televisione locale)
- Stazione ferroviaria di Milazzo